# Tribute to Eric Clapton
Tribute to Eric Clapton to album muzyczny zawierający w większości utwory skomponowane lub wykonywane w przeszłości przez Erica Claptona i zespoły z nim związane. Nagrań dokonali czołowi polscy muzycy bluesrockowi w hołdzie dla twórczości tego muzyka, o czym świadczy dedykacja wewnątrz dołączonej do płyty książeczki: This album was made with love to the man and his music.
Koordynatorem projektu był Jan Chojnacki a większość utworów zarejestrowana została pod muzycznym kierownictwem Wojciecha Waglewskiego i z udziałem związanych z nim w tym czasie zespołów i wykonawców: Voo Voo, Hot Water, Martyną Jakubowicz czy Edytą Bartosiewicz.

## Lista utworów i wykonawcy
| 1.  | Layla | 4:42  |
|     | - Eric Clapton, Jim Gordon - muzyka - Dariusz Kozakiewicz - gitary, produkcja - Wojciech Karolak - organy Hammond B3 - Marcin Pospieszalski - bas - Radosław Maciński - perkusja |       |
| 2.  | Wonderful Tonight | 4:41  |
|     | - Eric Clapton - muzyka i słowa - Edyta Bartosiewicz - śpiew, produkcja - Marcin Żabiełowicz - gitara - Maciej Gładysz - gitara - Radosław Zagajewski - bas - Krzysztof Poliński - perkusja - Kayah - chórki - David Salvedo Valle - konga                                                                                            |       |
| 3.  | Wielka słabość (Total Weakness) | 3:20  |
|     | - Martyna Jakubowicz - muzyka, śpiew - Andrzej Jakubowicz - słowa - Wojciech Waglewski - gitary, produkcja - Jan Pospieszalski - bas - Piotr Żyżelewicz - perkusja - Antoni „Ziut” Gralak - trąbka |       |
| 4.  | Sunshine of Your Love | 3:54  |
|     | - Jack Bruce, Pete Brown and Eric Clapton - muzyka - Jan Borysewicz - gitara, produkcja - Wojciech Pilichowski - bas - Jakub Jabłoński - perkusja |       |
| 5.  | Crossroads | 2:54  |
|     | - Robert Johnson - muzyka i słowa - Wojciech Waglewski - gitary, produkcja - Maciek Sobczak - gitara, śpiew |       |
| 6.  | Tears In Heaven | 4:28  |
|     | - Eric Clapton, Will Jennings - muzyka i słowa - Stanisław Sojka - śpiew, pianino, produkcja - Wojciech Karolak - organy Hammond B3 |       |
| 7.  | Ain't That Loving You | 5:18  |
|     | - Jimmy Reed - muzyka - Wojciech Waglewski - gitary, produkcja - Dariusz Kozakiewicz - gitary - Wojciech Karolak - organy Hammond B3 - Rob Anderson - bas - Radosław Maciński - perkusja |       |
| 8.  | To nic złego (There's Nothing Wrong) | 4:51  |
|     | - Wojciech Waglewski - muzyka, słowa, gitary, śpiew, produkcja - Dariusz Kozakiewicz - gitara - Wojciech Karolak - organy Hammond B3 - Jan Pospieszalski - bas - Piotr Żyżelewicz - perkusja |       |
| 9.  | Wrapping Paper | 2:56  |
|     | - Jack Bruce, Pete Brown - muzyka - Wojciech Waglewski - gitary, produkcja - Dariusz Kozakiewicz - gitary |       |
| 10. | After Midnight | 4:11  |
|     | - J.J. Cale - muzyka i słowa - Wojciech Waglewski - gitary, produkcja - Maciek Sobczak - śpiew - Marcin Pospieszalski - bas - Radosław Maciński - perkusja - Sławomir Wierzcholski - harmonijka - Antoni „Ziut” Gralak - trąbka - Mateusz Pospieszalski - saksofon altowy - Justyna Steczkowska - chórki - Magda Steczkowska - chórki |       |
| 11. | Blues 4 rano (Blues 4 AM) | 4:06  |
|     | - Martyna Jakubowicz - muzyka i słowa, śpiew - Wojciech Waglewski - gitary, produkcja - Jan Pospieszalski - bas - Radosław Maciński - perkusja - Antoni „Ziut” Gralak - trąbka |       |
| 12. | Travelling East | 4:49  |
|     | - Eric Clapton, Michael Kamen - muzyka - Wojciech Waglewski - gitary, produkcja - Mateusz Pospieszalski - saksofon altowy - Marcin Pospieszalski - bas, aranżacja instrumentów smyczkowych - Radosław Maciński - perkusja - kwartet smyczkowy: - Leonid Dvorkin - Sergiei Rysanov - Youri Ivanow - Mikhail Sinielnikov                |       |
|     | | 50:10 |
|     | |       |
- Wojciech Przybylski - realizacja i mix w Studio Polskiego Radia S3 w dniach 1 marca - 28 marca 1995
- Andrzej Pągowski - projekt okładki

## Single
- „Tribute to Eric Clapton”